# Bekken van Parijs

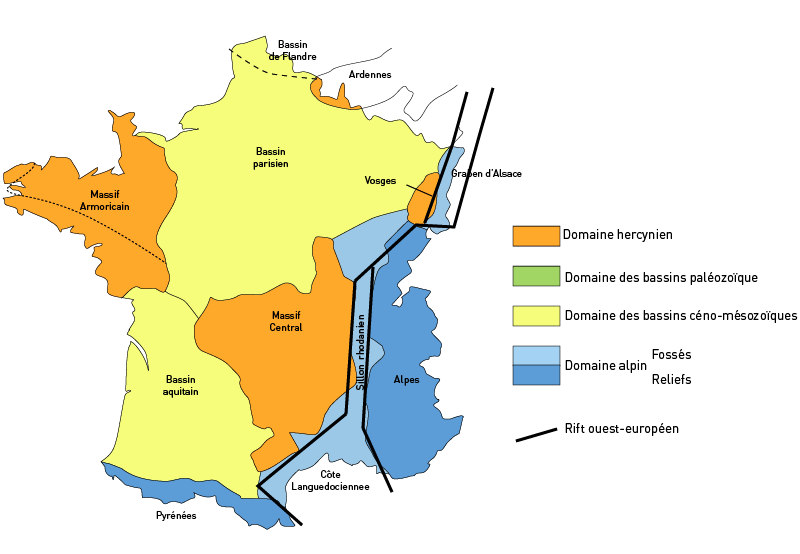
Kaart van de geologische bekkens in Frankrijk

Het Bekken van Parijs is een groot geologisch bekken dat bijna geheel Noord-Frankrijk beslaat. Het bekken is genoemd naar de stad Parijs, die geografisch gezien ongeveer midden in het bekken ligt. Soms wordt met "Bekken van Parijs" ook wel het stroomgebied van de Seine bedoeld, dit is iets kleiner in omvang.
Het bekken is min of meer concentrisch van vorm. Het begon te vormen tijdens het opbreken van Pangea in het Trias, en werd opgevuld met Mesozoïsche en Tertiaire sedimenten die boven op de Hercynische sokkel werden afgezet. Gedurende het Mesozoïcum vormde het bekken een epicontinentale zee. Van de rand naar het centrum toe dagzomen eerst Triassische, dan Jurassische, dan Krijtaire en ten slotte Tertiaire gesteenten. De jongste gesteenten zijn van Pliocene ouderdom.
Het Bekken van Parijs grenst in het westen aan het Armoricaans Massief, in het zuiden aan het vulkanische Centraal Massief, in het zuidoosten aan de Morvan en de Bresse-graben, in het oosten aan de Vogezen en in het noorden aan de Ardennen en het Londen-Brabantmassief.